# 任仁发

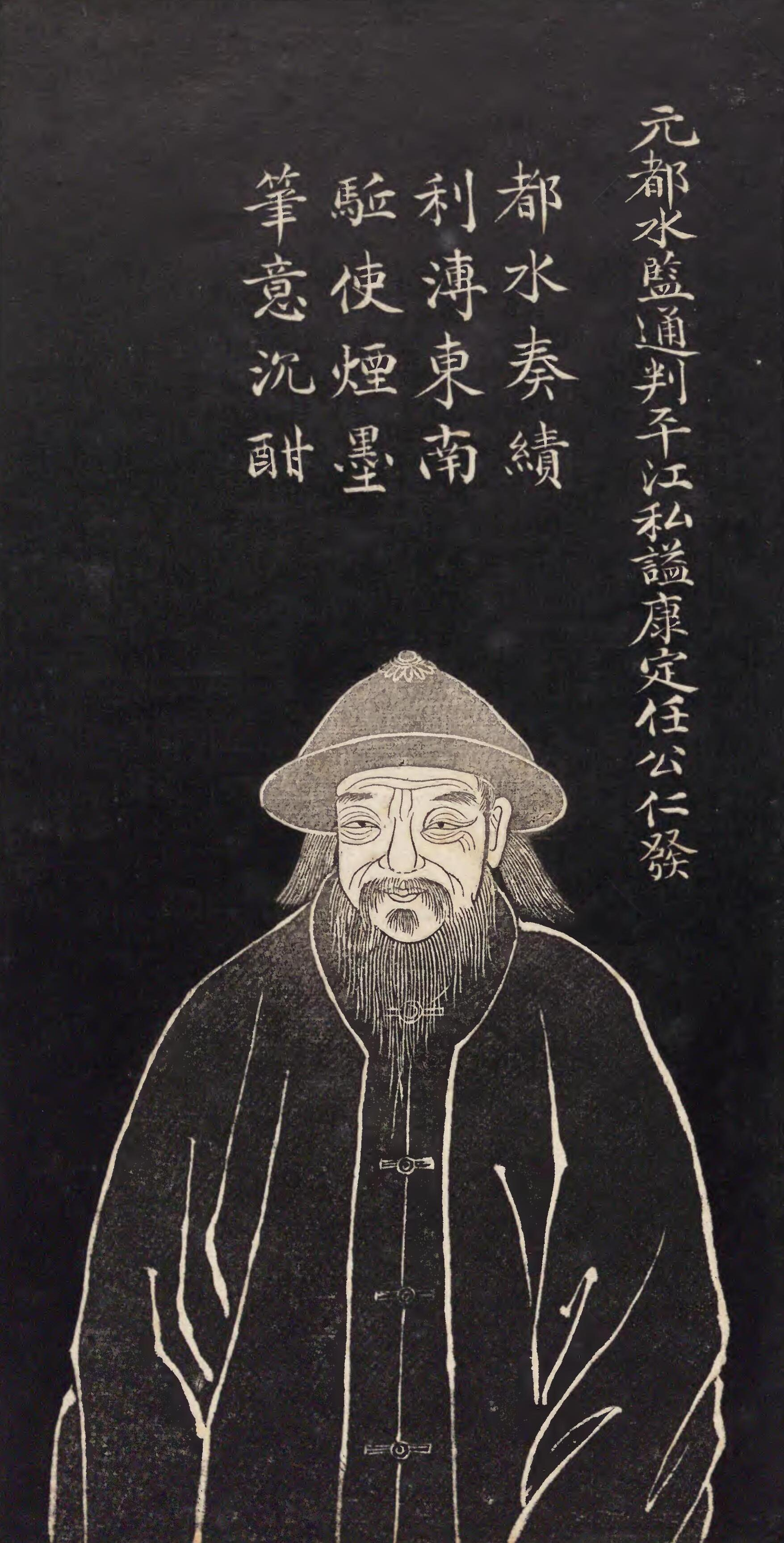
任仁發像

任仁发（1254年—1327年），字子明，号月山道人，今上海青浦区青龙镇人。元代官员、水利家、画家。
其先祖為邳縣（今屬江蘇省）人，後遷居松江府（今屬上海）。宋咸淳三年（1267年）举人，后入元任都水庸田副使、浙東道宣慰副使等职。曾先后主持修治吴淞江、通惠河、會通河、練湖等工程。于1304年、1308年、1324年负责吴淞江河水治理。其于1324年在吴淞江上建造6座水闸（志丹苑元代水闸是其中之一）。
做官之余從事繪畫，善畫鞍馬、人物故事、花鳥等。著有《水利集十卷》。
1952年在青浦区考古发现任仁发家族墓地。
2016年任仁發作品《五王醉歸圖卷》以3億360萬元人民幣奪得2016年最高價拍品之榜首。

## 作品
《橫琴高士圖》，藏於台北故宮博物院
《貢馬圖》，藏於台北故宮博物院
《飲中八仙圖》，藏於台北故宮博物院
《秋林訪友》冊，藏於台北故宮博物院
《出圉圖》卷，藏於北京故宫博物院
《二馬圖》卷，藏於北京故宫博物院
《張果見明皇圖》卷，藏於北京故宫博物院
《秋水鳧鷖圖》軸，藏於上海博物館